# Salix weixiensis
Salix weixiensis är en videväxtart som beskrevs av Yi Liang Chou. Salix weixiensis ingår i släktet viden, och familjen videväxter. Inga underarter finns listade i Catalogue of Life.